# Elan Schwartzenberg
Elan Schwartzenberg (în acte Emilian Schwartzenberg, n. 25 aprilie 1967, Iași) este un om de afaceri din România.
Provine dintr-o familie de medici și a copilărit în Iași. În clasa a VII-a a emigrat împreună cu familia sa în Israel, apoi a revenit în România pentru a studia stomatologie la Facultatea de medicină din Iași. Nu a mai plecat în Israel, ci s-a stabilit în România unde a început să facă afaceri. A fost căsătorit timp de 10 ani cu realizatoarea și moderatoarea de emisiuni de radio și televiziune Mihaela Rădulescu, de care a divorțat în 2008. Au împreună un fiu, Ayan.
Este unul din foștii proprietari ai postului de televiziune Realitatea TV. De la începutul anului 2011, acesta deține 10% din acțiunile News Television (România) SRL, companie ce a deținut până in anul 2015, la rândul său, 50% din acțiunile televiziunii B1 TV.. În 2014, DNA îl căuta pe Elan Schwarzenberg pentru fraudare în procedura de preluare a pachetului majoritar de acțiuni al Realitatea Media. Procurorii anticorupție au cerut arestarea lui Elan Schwartzenberg pe 30 mai 2016, fiind acuzat de complicitate la dare de mită într-un dosar disjuns dintr-o anchetă ce îl viza pe Radu Mazăre, DNA motivând că omul de afaceri „s-a ascuns, în scopul de a se sustrage de la urmărirea penală. Toate acuzatiile aduse s-au dovedit false si nefondate, toate dosarele deschise au fost inchise, faptele prescrise. Elan Schwartzenberg nu a fost gasit vinovat la niciun capat de acuzatie, dar nu mai doreste sa faca niciodata afaceri si investitii in Romania, dupa aceasta „mascarada judiciara”. Nu a facut niciodata afaceri cu statul român. În 2020, Tribunalul București a dispus încetarea procesului penal împotriva lui, în dosarul legat de campusul social „Henri Coandă” din Constanța, în care fusese trimis în judecată de DNA pentru complicitate la dare de mită, pe motiv că faptele s-au prescris.